# Antonov An-225 Mriya
L'Antonov An-225 Mriya (in italiano: "sogno"; in russo: Антонов Ан-225 «Мечта»; in ucraino: Антонов Ан-225 «Мрія»; nome in codice NATO Cossack, "Cosacco") è stato un aereo da trasporto strategico di fabbricazione sovietica.
Costruito in un unico esemplare, detiene il record di aereo con la maggiore lunghezza di sempre e quello di maggiore apertura alare tra gli aerei entrati effettivamente in servizio, mentre è il terzo in termini di apertura alare tra tutti gli aerei mai costruiti, dopo lo Scaled Composites Stratolaunch e lo Hughes H-4 Hercules.

## Storia

### Origini del progetto

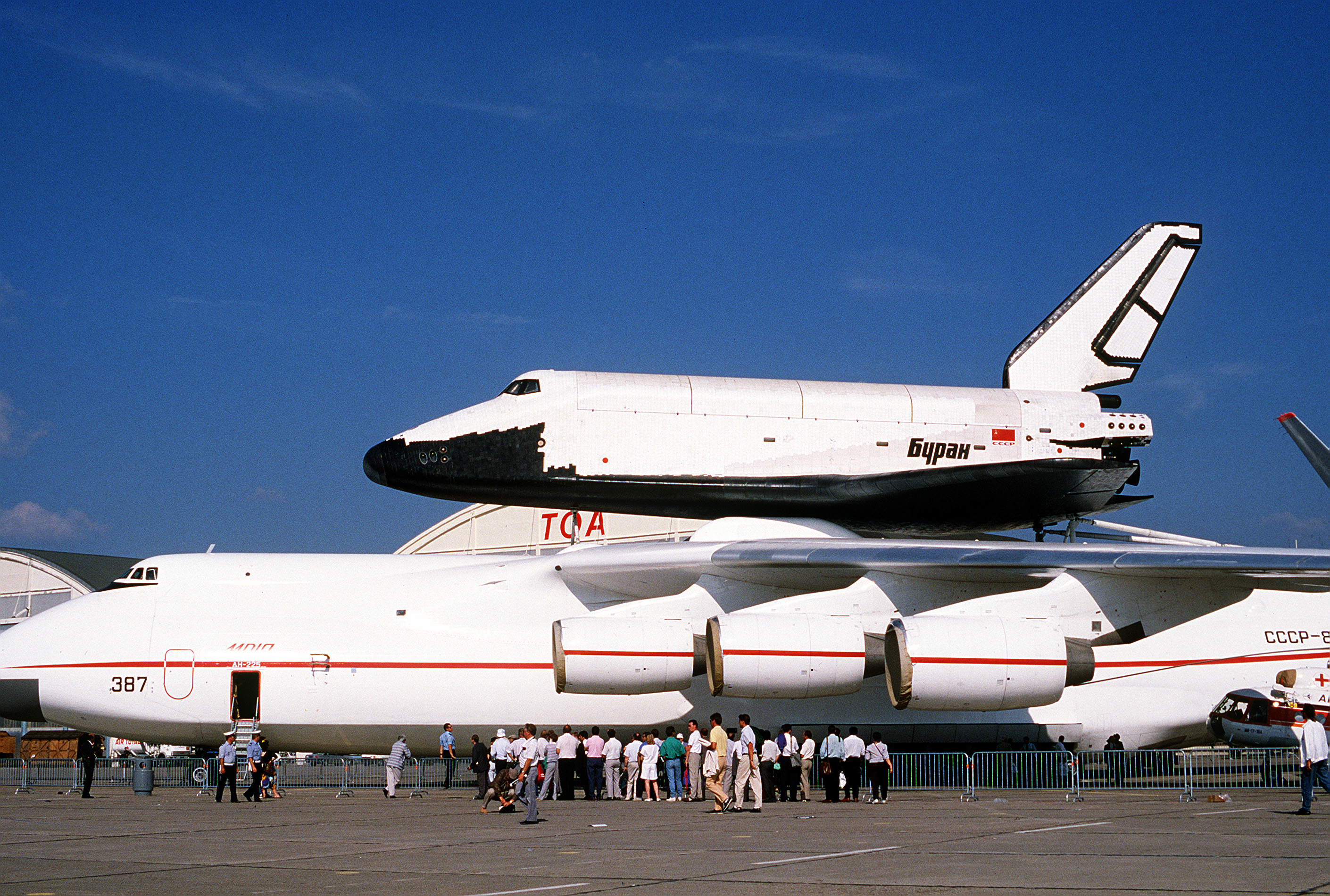
L'An-225 con il tester Buran montato sul dorso al salone di Le Bourget 1989.

L'An-225 Mriya venne concepito negli anni 1980, all'interno del programma spaziale sovietico, che necessitava di un nuovo aereo per il trasporto dei componenti dai siti di costruzione, al Cosmodromo di Bajkonur (non potendo essere trasportabili anche per via ferroviaria e navale, come nel caso dei componenti dello Space Shuttle). Fino a quel momento, l'aereo impiegato allo scopo era il Myasishchev VM-T Atlant (derivato dal bombardiere Myasischev M-4), che però poteva trasportare carichi voluminosi solo nel contenitore esterno montato sul dorso della fusoliera e, nonostante gli adattamenti, risultava molto difficoltoso pilotare l'ex bombardiere con il carico.

### Sviluppo
I progettisti dell'OKB 153 si basarono sui progetti dell'Antonov An-124 Ruslan, per lo sviluppo dell'An-225.
Il nuovo aereo fu dotato pertanto di un'ampia stiva interna, tale da aumentare notevolmente il carico utile e rendere possibile l'impiego del velivolo per una più vasta gamma di compiti, come per esempio il trasporto dell'intera navetta spaziale Buran sul dorso (sulla falsariga dello Shuttle Carrier Aircraft della NASA).
Per il trasporto dei componenti, sul dorso della fusoliera furono costruiti dei punti di fissaggio per i supporti del carico, collocati in corrispondenza delle strutture rinforzate della fusoliera stessa.
Fu progettato con la coda a doppia deriva, per evitare che i vortici di aria generati dal Buran e altre navette, caricate sul dorso, influissero sulla classica coda, rendendo quindi più instabile l'aereo durante il volo. Non meno importante, la doppia derivazione avrebbe consentito il trasporto del razzo Energia, e l'uso dell'aereo come rampa di lancio per il mini-shuttle MAKS.
Altra particolarità dell'AN-225 era il non utilizzo della coda per bilanciare uniformemente i pesi del carico in quanto, essendo pensato per il trasporto dei componenti del programma Buran, aveva un baricentro più vicino alla coda. E, a differenza dell'An-124, non era munito di portellone posteriore, limitando quindi il carico e scarico solo dal portellone anteriore.
Essendo unico nel suo genere, trasportava a bordo i suoi pezzi di ricambio e, tra i membri dell'equipaggio, erano presenti meccanici specializzati nella manutenzione dell'aereo.
L'An-225 volò per la prima volta il 21 dicembre 1988. Nel giugno 1989 fu presentato al Salone Internazionale dell'Aeronautica e dello Spazio di Parigi-Le Bourget del giugno 1989, ove, nel corso di un volo dimostrativo, effettuò una virata con un'inclinazione pari a 45°, trasportando il tester della navetta spaziale Buran OK-GLI (pesante 62 tonnellate) al di sopra della fusoliera.
I progettisti avevano studiato soluzioni che permettessero di utilizzare il velivolo, non solo per il trasporto dei componenti del programma Buran, ma come piattaforma di lancio volante per futuri sistemi aerospaziali. Uno dei progetti più promettenti e interessanti fu il mini-shuttle MAKS (Shuttle), un sistema aerospaziale multifunzione, ma anche progetti stranieri come l'HOTOL britannico. Quando l'An-225 viene usato come piattaforma di lancio, la capace stiva dell'aereo contiene tutti i sistemi per le fasi di pre-lancio e lancio. Questo sistema aiuterebbe a ridurre notevolmente i costi di lancio di missioni spaziali, rispetto ai costi del lancio da terra.
Nel 1990, in seguito alla fine dell'Unione Sovietica e la conseguente cancellazione del programma spaziale sovietico Buran, il solo An-225 operativo fu messo da parte e venne privato dei motori, che furono reimpiegati su velivoli An-124.
Furono ipotizzate diversi usi per questo aereo, come il trasporto di navette spaziali straniere, oppure la conversione ad aereo di linea con tre piani dedicati al trasporto passeggeri. Ma nessuno di questi si concretizzò.

### Impiego operativo come cargo
Verso la fine degli anni ottanta, il Governo sovietico si era adoperato per creare reddito attraverso le sue strutture militari. Nel 1989 venne creata una holding a partire dall'Antonov Design Bureau, allo scopo di operare nel trasporto aereo pesante sotto il nome di Antonov Airlines: la compagnia fu allocata a Kiev, in Ucraina, e stabilì quale base operativa l'aeroporto londinese di Stansted, in collaborazione con la Air Foyle Heavylift.
La Compagnia iniziò le operazioni con una flotta di 4 An-124-100 e 3 Antonov An-12. Verso la fine degli anni 1990, data la richiesta di trasportare carichi sempre più pesanti, si rese necessario dotarsi di un aeroplano più grande dell'An-124 (al tempo il mezzo di maggiori dimensioni tra quelli adottati). La risposta a questa necessità fu proprio l'An-225, che venne nuovamente motorizzato, modificato per trasporti cargo pesanti (struttura rinforzata e munito di carroponte all'interno della stiva) e rimesso in servizio sotto la gestione della Antonov Airlines.
Il 26 maggio 2001 l'An-225 ricevette la certificazione da parte dell'Autorità Internazionale, potendo quindi iniziare ad effettuare il suo servizio commerciale. Nel suo primo viaggio il velivolo trasportò da Stoccarda (Germania) a Thumrait (Oman) 216.000 pasti pronti destinati alle truppe statunitensi presenti nella regione. Da allora l'An-225 ha trasportato oggetti di ogni genere, per molti dei quali era precedentemente impossibile essere spostati per via aerea, come locomotive o generatori elettrici pesanti centinaia di tonnellate.
A partire dal giugno del 2003 l'An-225, assieme con gli An-124, ha trasportato oltre 800 tonnellate di equipaggiamento destinato alle truppe straniere presenti in Iraq.
Il velivolo è stato anche prenotato dal Governo statunitense per il trasporto di rifornimenti a supporto delle forze della coalizione in Medio Oriente. L'uso da parte degli Stati Uniti d'America di un velivolo di progettazione sovietica può essere interpretato come una prova della qualità dell'ingegneria sovietica nello sviluppo di aerei da trasporto pesanti (tenendo anche presente che gli Stati Uniti non hanno mai realizzato alcun velivolo con caratteristiche e capacità simili). Ha effettuato anche consegne in Italia, all'aeroporto di Milano-Malpensa, dove ha prestato servizio nel 2012, per caricare un reattore, nel febbraio-marzo del 2015, con il compito di scaricare della merce (operazione per la quale sono stati necessari quattro voli), e nel maggio 2016, quando ha trasportato presso lo scalo lombardo una turbina con massa di 52 tonnellate. Nell'agosto 2018 l'An-225 è atterrato anche all'aeroporto di Roma-Fiumicino, senza carico e scarico di merci, ma solamente per uno scalo tecnico con rifornimento di carburante.
Dal 2020 al 2022 fu attivamente impiegato per il trasporto di materiale medico e sanitario, per l'emergenza COVID-19.

#### Domanda superiore all'offerta
Per tutta la sua esistenza, il prototipo dell'An-225 è stato l'unico esemplare completato ed operativo. Poteva essere noleggiato per trasportare carichi particolarmente pesanti o ingombranti (generatori elettrici, treni, pale eoliche,...), sino a 250 tonnellate nella stiva o 200 tonnellate all'esterno. Fin dall'inizio del progetto era prevista la costruzione di un secondo esemplare, che fu tuttavia interrotta nel 1994 per mancanza di fondi e per la chiusura dei programmi spaziali dell'Unione Sovietica. Dal 2000 fu tuttavia evidente che le richieste di utilizzo dell'unico esemplare prodotto non potevano essere interamente soddisfatte, ragione per cui nel 2004 si decise di portare avanti la costruzione di un secondo velivolo. Il completamento del secondo Mriya sarebbe dovuto cominciare nel 2006 e terminare nel 2008, ma, a tutto dicembre 2013, i lavori non erano ancora cominciati. La situazione si sbloccò il 30 agosto 2016, quando la Antonov firmò un accordo con l'azienda aeronautica ucraina Ukroboronprom e la cinese Aerospace Industry Corporation of China per il completamento del secondo esemplare, parcheggiato incompiuto in un hangar all'aeroporto di Kiev-Hostomel' (base della Antonov Airlines) dal 1994. I lavori sono iniziati nel 2019. Al suo completamento, questo esemplare verrà consegnato alla Aerospace Industry Corporation of China e inizierà la produzione in Cina di altri An-225 sotto licenza di Antonov.

## Distruzione
L'ultima missione commerciale dell'aereo avvenne dal 2 al 5 febbraio 2022, per raccogliere quasi 90 tonnellate di test COVID-19 da Tientsin, in Cina, e consegnarli a Billund, in Danimarca, passando per Biškek, in Kirghizistan. Da lì tornò il 5 febbraio alla sua base all'aeroporto Antonov di Hostomel', dove subì un cambio di motore. Su consiglio della NATO fu preparato per l'evacuazione, prevista per la mattina del 24 febbraio. Uno dei primi obiettivi dell'invasione, tuttavia, fu l'aeroporto, e il divieto sui voli civili venne rapidamente emanato dalle autorità ucraine. Durante la successiva battaglia dell'aeroporto di Antonov, la pista fu resa inutilizzabile.
Il 24 febbraio si sosteneva che l'An-225 fosse intatto. Il 27 febbraio fu pubblicata su X una foto di un oggetto identificato provvisoriamente come l'An-225 in fiamme nel suo hangar. Un rapporto dell'edizione ucraina di Radio Liberty affermò che l'aereo era stato distrutto durante la battaglia dell'aeroporto di Antonov, e ciò fu affermato anche dal Ministro degli Esteri Dmytro Kuleba e da Ukroboronprom, l'organizzazione madre di Antonov. Quest'ultima aveva inizialmente rifiutato di confermare o smentire i rapporti e ha affermato che stava ancora indagando su di essi.
Sempre il 27 febbraio, un comunicato stampa di Ukroboronprom affermava che l'An-225 era stato distrutto dalle forze russe, e affermò di avere in programma di ricostruire l'aereo a spese della Federazione Russa. La dichiarazione affermava: "Si stima che il ripristino richieda oltre 3 miliardi di dollari e oltre 5 anni. Il nostro compito è garantire che questi costi siano coperti dalla Federazione Russa, che ha causato danni intenzionali all'aviazione e al trasporto aereo di merci dell'Ucraina." Il Governo ucraino affermò anche che sarebbe stato ricostruito.
Il 1º marzo una nuova fotografia venne identificata come la coda dell'aereo che sporgeva dal suo hangar, suggerendo che essa fosse rimasta almeno in parte intatta. Ulteriori prove, tuttavia, dimostravano che l'aeromobile era inutilizzabile a causa degli estremi danni subiti. Il 3 marzo circolò sui Social Media un video che mostrava l'aereo in fiamme all'interno dell'hangar insieme a diversi camion russi, a conferma della sua probabile distruzione. Antonov però affermò, ancora una volta, che, fino a quando l'aereo non fosse stato ispezionato da esperti, il suo stato ufficiale non sarebbe potuto essere completamente noto.
Il 4 marzo, le riprese della televisione di stato russa Channel One mostrarono le prime immagini a terra nitide dell'aereo distrutto, con gran parte della sezione anteriore mancante.
Dopo il ritiro della Russia dall'Ucraina settentrionale, la seconda cellula del velivolo incompiuta sarebbe stata intatta, nonostante l'artiglieria russa avesse colpito l'hangar che la conservava presso la fabbrica Antonov, dell'aeroporto di Sviatoshyn.
Il 19 marzo 2022 il maggiore Dmytro Antonov, il pilota dell'An-225, affermò che Antonov Airlines sapeva che l'invasione russa era imminente da diverso tempo ma non aveva fatto nulla per prevenire la perdita dell'aereo, ed accusò la direzione della Compagnia di non aver fatto abbastanza per impedire la distruzione dell'aereo, dopo essere stata avvisata dalla Nato di spostare in anticipo l'aereo a Lipsia, in Germania. Il personale multiplo di Antonov negò le sue accuse.
Il 1º aprile le riprese dei droni dell'aeroporto di Hostomel' mostrarono il Mriya distrutto, con la fusoliera anteriore completamente bruciata e distrutta e le ali parzialmente intatte.

Sono in corso indagini sulla ricostruzione dell'An-225, inclusa la possibilità di cannibalizzare il secondo An-225. I componenti sovietici degli anni '80 non sono più realizzati. Gli ingegneri citano un prezzo di 350-500 milioni di dollari e si discute sulla necessità o meno di avere di nuovo operativo il velivolo. Andrii Sovenko, un ex pilota dell'An-225 e autore di aviazione, ha detto
«È impossibile parlare della riparazione o del restauro di questo velivolo — possiamo solo parlare della costruzione di un altro Mriya, utilizzando singoli componenti che possono essere recuperati dal relitto e combinandoli con quelli che, negli anni '80, erano destinati alla costruzione di un secondo aeromobile.»
Il 20 maggio 2022 il presidente ucraino Volodymyr Zelens'kyj ha annunciato le sue intenzioni di completare il secondo An-225 per sostituire l'aereo distrutto, in omaggio a tutti i piloti ucraini uccisi durante la guerra.
Dopo una parziale pulizia dell'aeroporto di Hostomel' per ripristinarne l'utilizzo, Giovedì 26 maggio i resti della parte anteriore dell'aereo sono stati staccati dalla parte posteriore, ed è iniziata la "cannibalizzazione" dei componenti rimasti intatti (destinati alla fusoliera del secondo An-225 incompiuto), tra i quali i tre motori dell'ala sinistra.
Tra gli interessati alla ricostruzione dell'An-225 c'è anche il miliardario britannico Richard Branson.

## Tecnica

Un confronto delle dimensioni tra gli aerei più grandi del mondo:
Boeing 747-8
Airbus A380-800
Antonov An-225 Mriya
Hughes H-4 Hercules
Scaled Composites Stratolaunch

L'An-225 era un grande "trasportatore". Era in grado di caricare merci con massa fino a 250 tonnellate, con 84 m di lunghezza, 88,7 m di larghezza, 18,1 m di altezza e 905 m2 di superficie. Sotto le ali si trovavano 6 turboventole ZMKB Progress D-18T da 230 kN, che garantivano al velivolo una velocità massima di 850 km/h (velocità di crociera di 800 km/h). La coda a doppia deriva consentiva di avere maggior spazio per i carichi al di sopra della fusoliera e di alloggiare l'aereo in hangar di altezza non troppo elevata, oltre a migliorare la stabilità in volo.
Ad aprile 2019 l'Antonov An-225 era ancora il più grande aereo in servizio (lunghezza di 84 metri, apertura alare di 88,74 metri e peso massimo al decollo di 640 tonnellate). La sua enorme massa (285 tonnellate a vuoto) era sorretta da 32 ruote.
Per avere un'idea, per il carico delle 250 tonnellate di materiale poteva essere usata una gru da 5 tonnellate, presente all'interno della stiva dell'aereo.

## Record
L'An-225 entrò a far parte del Guinness dei primati con circa 240 record, quali ad esempio:
- Trasporto di attrezzature per un oleodotto per un peso di 247 tonnellate su un volo da Praga a Tashkent il 16 giugno 2004;[39]
- Più pesante pezzo unico mai caricato su un aereo: l'11 agosto 2009 un generatore di circa 190 tonnellate per una centrale a gas è stato trasportato con l'An-225 da Francoforte in Armenia.[40]
- Dei circa 240 record che detiene, più di 150 furono stabiliti appena l'aereo si staccò da terra per la prima volta.

## Giochi
I simulatori di volo prodotti dalla software house americana Novalogic prevedono la presenza di questo velivolo in decine di missioni.
Una replica dell'aereo è utilizzabile anche nel videogioco Grand Theft Auto V Online.
In collaborazione con Antonov, il velivolo è stato inserito in Microsoft Flight Simulator il 27 febbraio 2023, poco più di un anno dopo la sua distruzione.

## Utilizzatore
Ucraina
- Antonov Airlines possedeva l'unico An-225 al mondo (distrutto nel febbraio 2022[41][42][43]).

## Galleria d'immagini

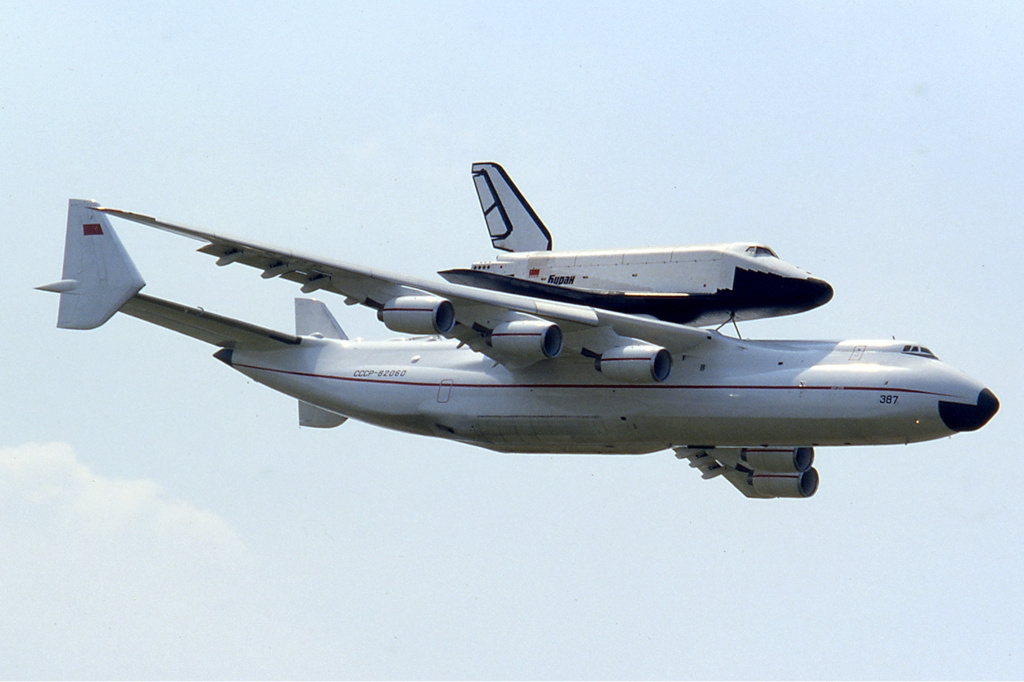
An-225 in un volo dimostrativo con la navetta spaziale Buran fissata sul dorso (1989)
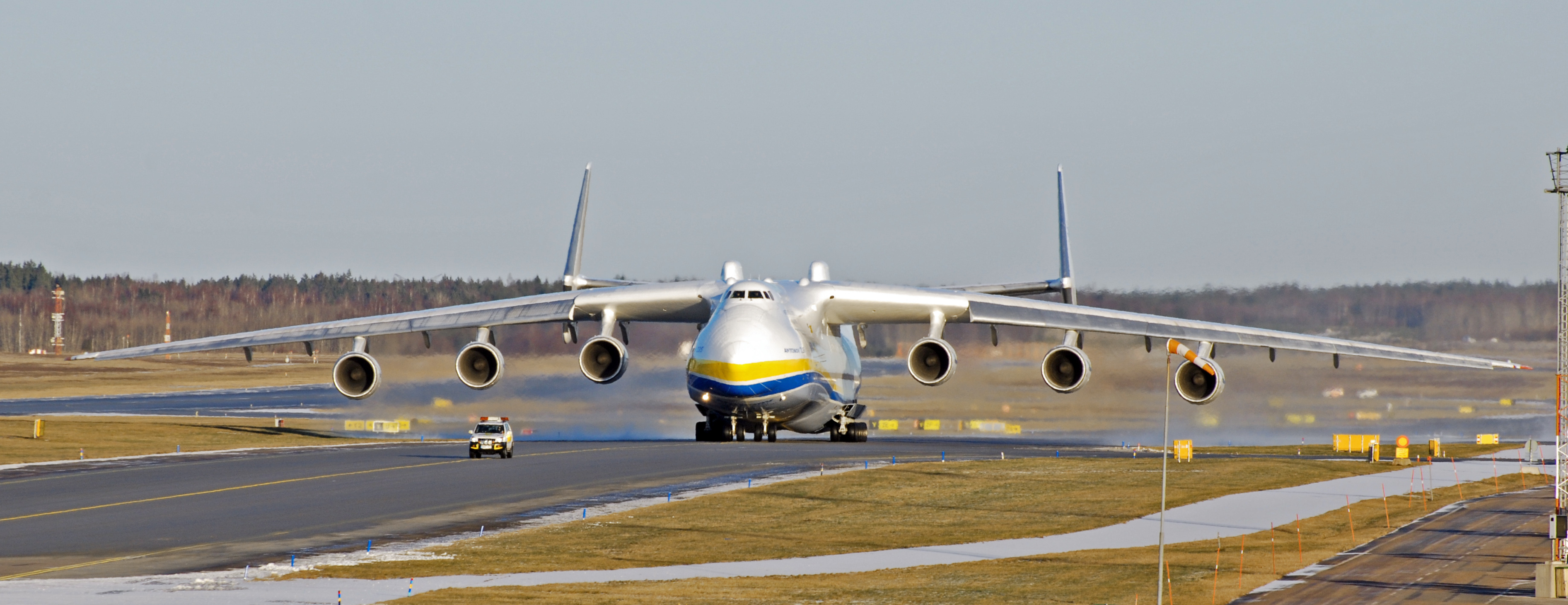
Vista frontale dell'aereo del 2012
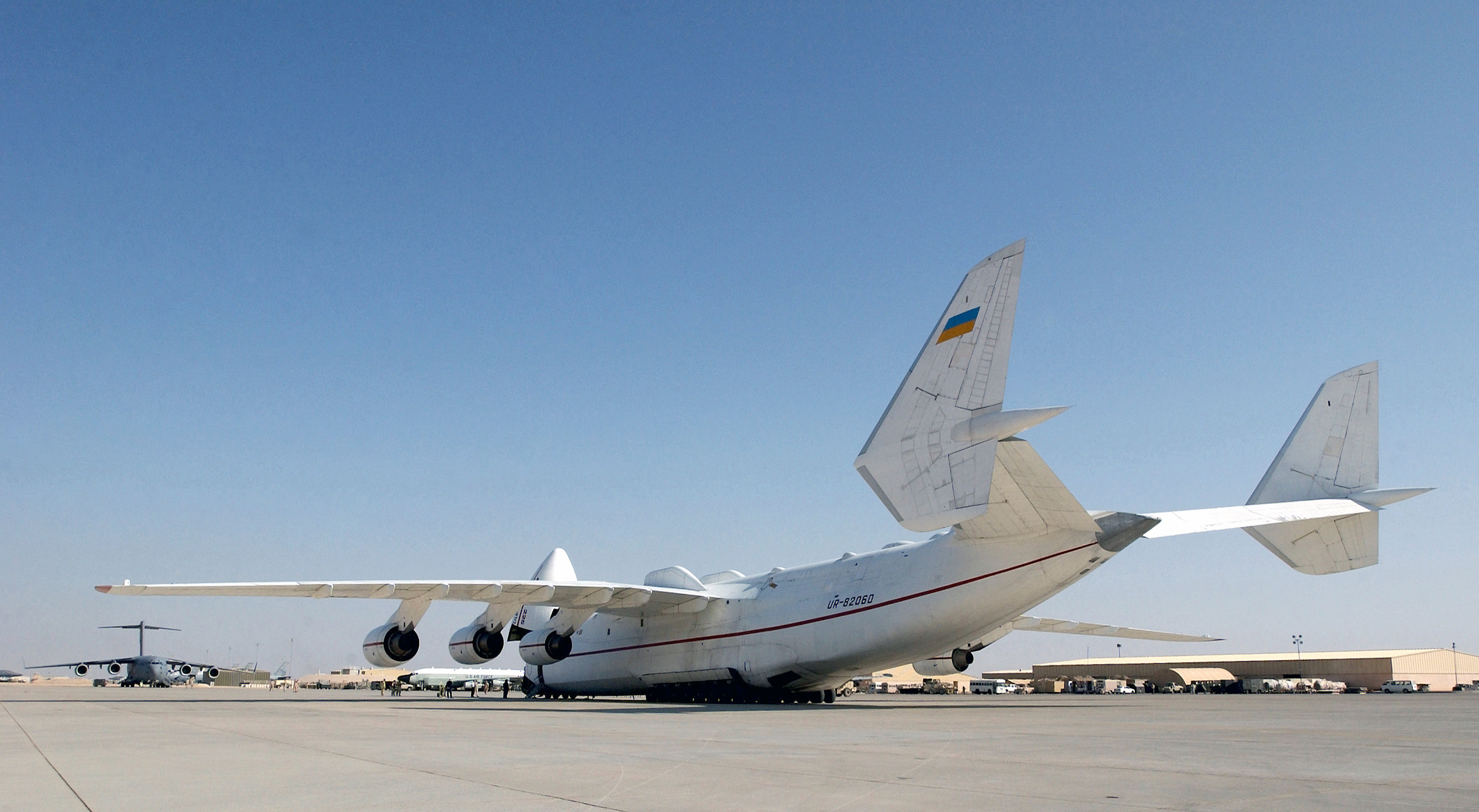
Vista posteriore datata 2002
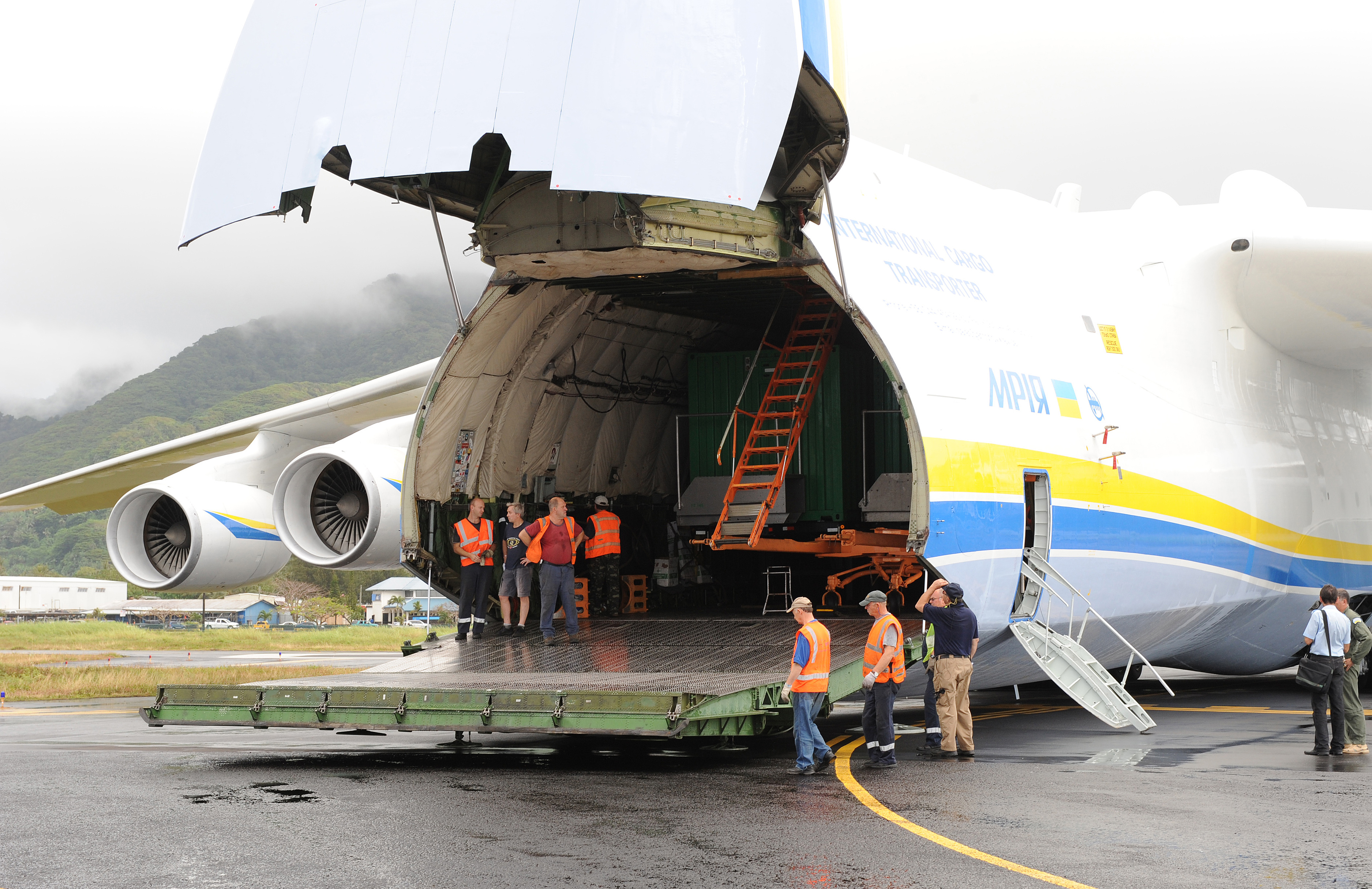
Il muso aperto dell'An-225 al termine di un viaggio per conto della FEMA

## Curiosità
Nel film 2012 del 2009, i protagonisti usano un aereo fittizio chiamato Antonov 500, basato sull'Antonov An-225, con il portellone per il carico collocato nella coda dell'aereo e pieno di auto di lusso, per scappare da Las Vegas e dirigersi in Cina.
Nel film Fast & Furious 6 del 2013, i protagonisti sono a bordo e nelle immediate vicinanze di un gigantesco aereo in fase di decollo, quasi sicuramente un Antonov An-124, che trasporta a bordo molte automobili costose, collocate nell'immensa stiva dell'aereo, il quale alla fine prende fuoco.
Anche se inutilizzati, nell'hangar dell'aereo, a Hostomel', sono stati conservati i supporti per il trasporto del Buran; e il lungo radar collocato sul muso, usato durante l'impiego per il programma spaziale del Buran.

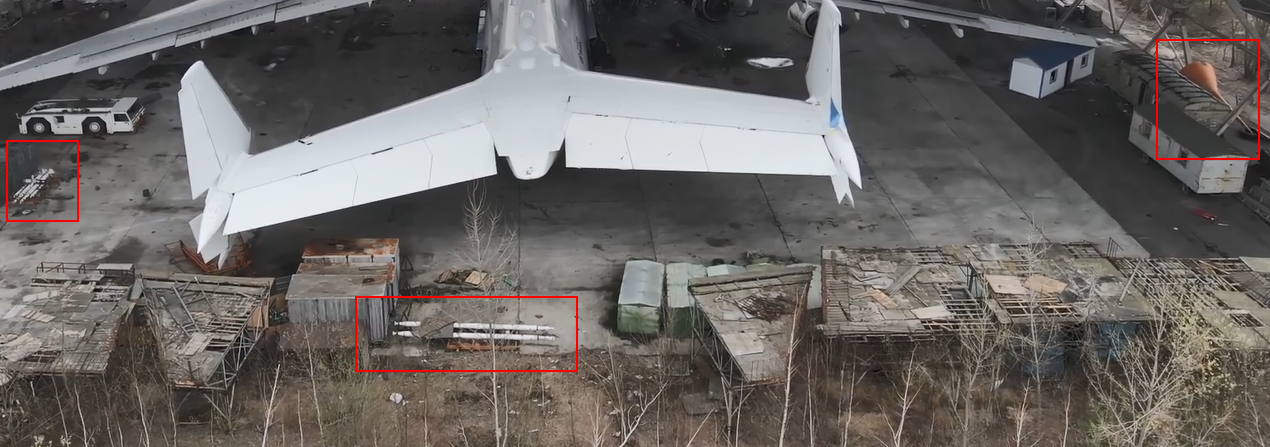
I componenti ripresi da un drone